# Marcia Daniel
Marcia Daniel (sinh ngày 30 tháng 9 năm 1977 tại Portsmouth, Dominica), cô là một vận động viên đã nghỉ hưu thi đấu cho Dominica.
Cô đã thi đấu tại Thế vận hội Olympic mùa hè 2000 ở nội dung 400 mét nữ, cô đã hoàn thành thứ 7 trong vòng đầu tiên của mình nên không thể tiến lên.
| Olympic Games             | Olympic Games                       | Olympic Games            |
| ------------------------- | ----------------------------------- | ------------------------ |
| Preceded by Jérôme Romain | Flagbearer for Dominica Sydney 2000 | Succeeded by Chris Lloyd |